# Manakin militaire
Ilicura militaris
Genre
Espèce
Synonymes
- Pipra militaris Shaw, 1809

Statut de conservation UICN

 LC  : Préoccupation mineure
Le Manakin militaire (Ilicura militaris) est une espèce d'oiseaux de la famille des manakins, les Pipridae, seule espèce du genre Ilicura. Cette espèce est endémique de la côte orientale du Brésil, dans la forêt atlantique humide, et son aire de répartition s'étend de l'État de Bahia à l'État du Rio Grande do Sul.

## Systématique
L'espèce Ilicura militaris a été décrite pour la première fois en 1809 par le botaniste et zoologiste britannique George Kearsley Shaw (1751-1813) sous le protonyme Pipra militaris.
C'est la seule espèce du genre monotypique Ilicura, sans sous-espèces connues.

## Description
Les mâles mesurent 12,5 cm et les femelles 11 cm de la queue au bec à pleine maturité.
Le rouge vif caractéristique de la couronne antérieure et du croupion du Manakin militaire provient du pigment caroténoïde rhodoxanthine.

## Distribution et habitat
Le Manakin militaire est endémique au Brésil. Il habite spécifiquement la chaîne de la forêt atlantique, de l'État de Bahia à l'État du Rio Grande do Sul.

## Comportement
Cet oiseau se nourrit principalement de petites baies, mais on a constaté qu'il mangeait aussi quelques petits insectes. Comme la plupart des manakins de la famille des Pipridae, les manakins militaires avalent leur nourriture entière.
Au niveau comportemental, le manakin militaire est une espèce solitaire, surtout pendant la saison de reproduction, au cours de laquelle les mâles créent des arènes spéciales pour se montrer aux femelles.

## Relations aux humains
Il n'y a peu ou pas de mention du Manakin militaire en relation avec les humains.

## Statut
Le Manakin militaire n'est pas menacé au niveau mondial, mais il est peu commun dans l'aire de répartition de la forêt atlantique du Brésil.